# Pretorska prefektura Italija
Pretorska prefektura Italija (latinsko Praefectvra praetorio Italiae), do leta 356 Pretorska prefektura Italija, Ilirik in Afrika (Praefectura praetorio Italiae, Illyrici et Africae), je bila ena od štirih pretorskih prefektur, na katere je bilo razdeljeno pozno Rimsko cesarstvo. Obsegala je Apeninski polotok, zahodni Balkan, rimske podonavske province in dele severne Afrike. Sedež prefekture je bil sprva v Rimu, potem pa so ga preselili v Milano in nazadnje v Raveno.

## Zgodovina
Rimske prefekture so bile ustanovljene po delitvi Rimskega cesarstva po smrti Konstantina Velikega leta 337. Na začetku je bilo  cesarstvo razdeljeno na pet diocez: Italijo, Afriko, Panonijo, Dakijo in Makedonijo. Slednji sta bili leta 327 združeni v diocezo Mezijo. Dioceza Italija je bila kasneje razdeljena na diocezi Italia suburbicaria (dobesedno predmestna Italija), ki je obsegala okolico Rima, in Italia annoraria (dobesedno tista, ki oskrbuje Italijo), ki je obsegala severno Italijo in Retijo.
Leta 356 je bila ustanovljena prefektura Ilirik, ki je zajemala dioceze Panonija, Dakija in Makedonija. Novo prefekturo je cesar Julijan  (vladal  360-365) leta 361 razpustil, vendar jo je cesar Gracijan (vladal  367-383) leta 375 ponovno ustanovil. Za njeno ozemlje sta se potegovali obe polovici cesarstva, dokler se ni dioceza Panonija po končni delitvi cesarstva leta 395  odcepila od Ilirika. Ilirik se je kot posebna dioceza vključil v prefekturo Italija in se pridružil Zahodnemu rimskemu cesarstvu.
Po propadu Zahodnega rimskega cesarstva leta 476 je germansko Italsko kraljestvo, kateremu sta vladala Odoaker in za njim Teodorik Veliki, ohranilo rimske upravne mehanizme, čeprav je bilo uradno podložno cesarju Vzhodnega rimskega cesarstva v Konstantinoplu. Prefektura Italija je torej preživela in se po Justinijanovih gotskih vojnah (377-382) ponovno vrnila v rimske roke. Po invaziji Langobardov leta 568 se je rimska oblast razdrobila na majhna, med seboj nepovezana ozemlja. Prefektura je svoje mesto prepustila Ravenskemu eksarhatu, ki ga je ustanovil bizantinski cesar  Mavricij (vladal 582-602).
Prefekti so se dokazano obdržali najmanj do leta 639. Ohranilo se je tudi nekaj pečatnikov iz poznega 7. stoletja z napisom eparhos, ki je grški ekvivalent prefekta. Zgodovinarji menijo, da so napisi napačni in bi se morali glasiti exarchos (eksarh).

## Sklic
1. ↑  J.W. Nesbitt, N.  Oikonomides (urednika), Catalogue of Byzantine Seals at Dumbarton Oaks and in the Fogg Museum of Art, 2. zvezek: South of the Balkans, the Islands, South of Asia Minor, Dumbarton Oaks Research Library and Collection, 1994, ISBN 0-88402-226-9.